# 鶴川達彦
鶴川 達彦（つるかわ たつひこ、1995年5月21日 - ）は、ジャパンラグビーリーグワン三重ホンダヒートに所属するラグビーユニオン選手。

## プロフィール
- アメリカ出身[1]。
- ポジションはプロップ(PR)。
- 身長 182 cm、体重 112 kg
- ジュニア・ジャパンに選ばれたことがある[2]。

## 略歴
中学校からラグビーを始めた。
2014年、桐蔭学園中等教育学校卒業後、早稲田大学に入る。
2019年、早稲田大学卒業後、Honda Heat(現・三重ホンダヒート)に加入。
2020年1月12日にジャパンラグビートップリーグ第1節リコーブラックラムズ戦に先発出場で公式戦初出場を果たす。